# Lucicutia gaussae
Lucicutia gaussae är en kräftdjursart som beskrevs av K.R.E. Grice 1963. Lucicutia gaussae ingår i släktet Lucicutia och familjen Lucicutiidae. Inga underarter finns listade i Catalogue of Life.